# Penanggalen Binanga Boang
Penanggalen Binanga Boang is een bestuurslaag in het regentschap Pakpak Bharat van de provincie Noord-Sumatra, Indonesië. Penanggalen Binanga Boang telt 611 inwoners (volkstelling 2010).